# Eustachy Kazimierz Wołłowicz
Eustachy Kazimierz Wołłowicz herbu Bogoria (zm. w 1658 roku) – stolnik litewski w 1658 roku, podstoli litewski w 1656 roku, cześnik litewski w 1646 roku, starosta płotelski i uciański w 1648 roku.
Jako poseł na sejm elekcyjny 1648 roku z powiatu grodzieńskiego był elektorem Jana II Kazimierza Wazy z powiatu grodzieńskiego. 17 października 1655 roku złożył przysięgę na wierność carowi Aleksemu Michajłowiczowi. 
Poślubił Barbarę Sapieżąnkę, jego córka Tekla Konstancja w 1677 pślubiła  Piotra Michała Paca starostę żmudzkiego.